# Campionati del mondo di ciclismo su strada 1999 - Gara in linea maschile Elite
La gara in linea maschile Elite dei Campionati del mondo di ciclismo su strada 1999 è stata corsa il 10 ottobre 1999 in Italia, nei dintorni di Verona, su un percorso di 16,25 km da ripetere 16 volte, per un totale di 260 km. La gara fu vinta dallo spagnolo Óscar Freire con il tempo di 6h19'29" alla media di 41,109 km/h, completarono il podio lo svizzero Markus Zberg e il francese Jean-Cyril Robin terzo.
Partenza con 172 ciclisti, dei quali 49 completarono la gara.

## Squadre e corridori partecipanti
| N.      | Cod. | Squadra     |
| ------- | ---- | ----------- |
| 1-13    | SUI  | Svizzera    |
| 14-25   | BEL  | Belgio      |
| 26-37   | ITA  | Italia      |
| 38-45   | USA  | Stati Uniti |
| 46-57   | NED  | Paesi Bassi |
| 58-59   | LTU  | Lituania    |
| 60-71   | DEU  | Germania    |
| 72-75   | LAT  | Lettonia    |
| 76-87   | FRA  | Francia     |
| 88-99   | ESP  | Spagna      |
| 100-110 | RUS  | Russia      |
| 111-113 | EST  | Estonia     |
| 114-117 | SVN  | Slovenia    |
| 118-125 | KAZ  | Kazakhistan |

| N.      | Cod. | Squadra         |
| ------- | ---- | --------------- |
| 126-127 | UKR  | Ukraina         |
| 128-138 | DEN  | Danimarca       |
| 139-146 | POL  | Polonia         |
| 147-154 | AUS  | Australia       |
| 155     | GBR  | Gran Bretagna   |
| 156-157 | NZL  | Nuova Zelanda   |
| 158     | EGY  | Egitto          |
| 159     | LUX  | Lussemburgo     |
| 160-163 | AUT  | Austria         |
| 164-166 | CZE  | Repubblica Ceca |
| 167-169 | SWE  | Svezia          |
| 170-172 | NOR  | Norvegia        |
| 173     | POR  | Portogallo      |

## Ordine d'arrivo (Top 10)
| Pos. | Corridore            | Squadra     | Tempo    |
| ---- | -------------------- | ----------- | -------- |
| 1    | Óscar Freire         | Spagna      | 6h19'29" |
| 2    | Markus Zberg         | Svizzera    | a 4"     |
| 3    | Jean-Cyril Robin     | Francia     | s.t.     |
| 4    | Francesco Casagrande | Italia      | s.t.     |
| 5    | Chann McRae          | Stati Uniti | s.t.     |
| 6    | Oscar Camenzind      | Svizzera    | s.t.     |
| 7    | Frank Vandenbroucke  | Belgio      | s.t.     |
| 8    | Jan Ullrich          | Germania    | s.t.     |
| 9    | Dmitrij Konyšev      | Russia      | s.t.     |
| 10   | Daniele Nardello     | Italia      | a 59"    |